# Estação Socolhniki
Socolhniki (em russo:  Сокольники) é uma das estações da linha Socolhnitcheskaia (Linha 1) do Metro de Moscovo, na Rússia. Estação «Socolhniki» está localizada entre as estações «Krasnosselhskaia» e «Preobrajenskaia Ploshchad».